# Симеон (Крылов-Платонов)
Архиепископ Симеон (в миру Савва Крылов-Платонов; 1 (12) декабря 1777, село Карпово, Дмитровский уезд, Московская губерния — 12 (24) мая 1824, Ярославль) — епископ Русской православной церкви, архиепископ Ярославский и Ростовский.

## Биография
Родился 1 декабря 1777 года в селе Карпово Дмитровского уезда Московской губернии в семье священника.
Первоначальное образование получил в Дмитровском духовном училище. С 1791 года обучался в Троицкой лаврской духовной семинарии, в 1797 году — в Московском университете. В 1798 году определён учителем французского языка в Троицкой семинарии; с 1800 года, одновременно исполнял в семинарии должность преподавателя поэзии.

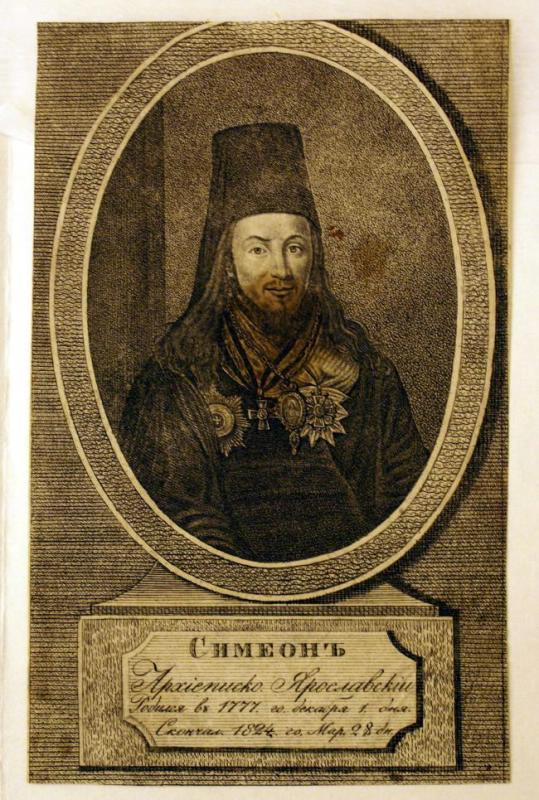
Портрет 1827 года

В феврале 1801 года переведён учителем риторики и высшего красноречия в Славяно-греко-латинскую академию и 16 февраля 1803 года принял монашество с наречением имени Симеон; был определён наместником Свято-Троицкой Сергиевой лавры; в ноябре того же года назначен архимандритом Спасо-Вифанского монастыря.
С 21 января 1810 года — ректор Московской Славяно-греко-латинской академии и настоятель Заиконоспасского монастыря.
В 1814 году был переведён архимандритом Донского монастыря и 12 августа 1814 года, как «человек, многими значительными опытами доказавший глубокое знание в науках богословских и отличную способность к прохождению ректорской должности», а также «по долговременным заслугам», был назначен ректором открывшейся на территории Свято-Троицкой Сергиевой лавры Московской духовной академии. От природы Симеон был болезненным человеком и в помощь ему, инспектором академии был назначен Филарет (Амфитеатров), который вскоре и заменил его на посту ректора; 27 февраля 1816 года Симеон был хиротонисан во епископа Тульского и Белёвского.
С 16 июня 1818 года — епископ Черниговский и Нежинский; 17 сентября 1819 года возведён в сан архиепископа; 26 сентября 1820 года перемещён архиепископом в Тверь. С 3 июля 1821 года — архиепископ Ярославский и Ростовский.
С 1820 года состоял почётным членом Конференции Московской духовной академии.
Был награждён орденом Святой Анны 1-й степени (04.04.1820).
Скончался 27 мая 1824 года в городе Ярославле. Митрополит Филарет (Дроздов), которого Симеон постриг в монашество, о его кончине писал Парфению (Черткову): «Велика утрата для Церкви — ему вечное приобретение».